# Couteau à beurre
Un couteau à beurre est un couvert de table utilisé pour couper le beurre puis l’étaler sur du pain par exemple. Il s’agit d’un couteau non dentelé, avec un fil doux et une extrémité en pointe ou arrondie selon l'utilisation (cf. infra). Certains sont conçus pour donner une forme spiralée au beurre.

## Formes et utilisations

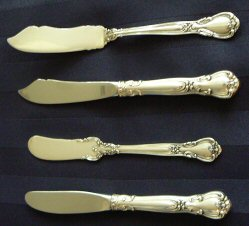
Quatre formes de couteau à beurre.
De haut en bas :
- couteau à beurre collectif en argent massif,
- couteau à beurre collectif à manche creux,
- couteau à beurre individuel à manche plein,
- couteau à beurre individuel à manche creux, dans le motif Chantilly de Gorham.

Un couteau à beurre à usage collectif (« master butter knife » en anglais), dont l'extrémité comporte une pointe, sert à distribuer des noisettes de beurre depuis un beurrier central vers les assiettes des convives. Il ne doit pas être utilisé pour étaler le beurre sur le pain : cela contaminerait le beurre restant dans le beurrier lors du service de la prochaine noisette de beurre.
Un couteau à beurre individuel permet ensuite à chaque convive de tartiner du beurre sur son pain ou à l'appliquer sur un légume (radis,…). Les couteaux à beurre individuels ont une extrémité arrondie, afin de ne pas déchirer le pain. Si aucun couteau à beurre individuel n'est fourni, le couteau de table peut être utilisé comme alternative.